# Dąbrowa Nadjezierna
Dąbrowa Nadjezierna (deutsch Hinterdamerau) ist ein kleiner Ort in der polnischen Woiwodschaft Ermland-Masuren und gehört zur Gmina Szczytno (Landgemeinde Ortelsburg) im Powiat Szczycieński (Kreis Ortelsburg).

## Geographische Lage
Dąbrowa Nadjezierna liegt 1 Kilometer östlich des Grammer Sees (polnisch Jezioro Gromskie) am Westufer des Großen Schobensees (Jezioro Sasek Wielki) in der südlichen Mitte der Woiwodschaft Ermland-Masuren. Bis zur Kreisstadt Szczytno (deutsch Ortelsburg) sind es neun Kilometer in südöstlicher Richtung.

## Geschichte
Vor 1945 war das damalige Hinterdamerau eine zum Staatsforst Corpellen (1928 bis 1945 Korpellen) gehörige Försterei und als solche ein Wohnplatz in der Gemeinde Grammen (polnisch Grom). Sie gehörte zum Kreis Ortelsburg in der preußischen Provinz Ostpreußen.
In Kriegsfolge kam der kleine Ort 1945 mit dem gesamten südlichen Ostpreußen zu Polen und erhielt die polnische Namensform „Dąbrowa Nadjezierna“. Heute ist der Weiler (polnisch Osada) eine Ortschaft innerhalb der Landgemeinde Szczytno (Ortelsburg) im Powiat Szczycieński (Kreis Ortelsburg), bis 1998 der Woiwodschaft Olsztyn, seither der Woiwodschaft Ermland-Masuren zugeordnet.

## Kirche
Bis 1945 war Hinterdamerau in die evangelische Kirche Ortelsburg in der Kirchenprovinz Ostpreußen der Kirche der Altpreußischen Union sowie in die katholische Kirche Passenheim (polnisch Pasym) im damaligen Bistum Ermland eingepfarrt. Heute gehört Dąbrowa Nadjezierna katholischerseits zur Pfarrkirche in Grom (Grammen) im jetzigen Erzbistum Ermland, außerdem zur evangelischen Kirche Pasym in der Diözese Masuren der Evangelisch-Augsburgischen Kirche in Polen.

## Verkehr
Dąbrowa Nadjezierna ist über eine Nebenstraße zu erreichen, die bei Jęcznik (Davidshof) von der Landesstraße 53 (einstige deutsche Reichsstraße 134) abzweigt und bis nach Łysa Góra (Anhaltsberg) führt. Eine Anbindung an den Bahnverkehr besteht nicht.